# Kudoa paniformis
Kudoa paniformis is een microscopische parasiet uit de familie Kudoidae. Kudoa paniformis werd in 1981 beschreven door Kabata & Whitaker. 